# 러츠 점프
러츠(Lutz)는 1913년에 오스트리아의 스케이트 선수 알로이스 루츠의 이름을 따서 만든 피겨 스케이팅 점프이다.

## 러츠 기술
다음의 설명은 시계 반대 방향으로 뛰는 것을 가정한다. 스케이트 선수는 일반적으로 링크의 모서리에 광범위한 부채꼴 왼쪽 뒤로 바깥 쪽 가장자리에서 가장 긴 활주를 실시한다. 점프 직전에, 스케이트 선수는 오른쪽 팔과 오른쪽 다리를 다시 뻗고 바로 바깥쪽 가장자리에 공중 및 빙판에서 전체 회전을 실시하기 전에, 공중으로 볼트에 오른쪽 토픽을 사용한다. 러츠는 플립과 유사하며 초보 시청자와 떨어져 말하는 2개의 점프가 어려울수 있다. 플립은 점프의 회전과 같은 의미를 지닌 곡선의 안쪽 가장자리에서 시작된다. 러츠는 같은 발에서 시작하지만, 외부 가장자리에 있다.